# Дейкало Ігор Миколайович
Ігор Миколайович Дейкало (нар. 13 грудня 1952, с. Чабарівка Гусятинського району Тернопільської області, Україна) — український вчений у галузі клінічної хірургії та ендокринології. Доктор медичних наук (2003), професор (2005), завідувач кафедри загальної хірургії Тернопільського національного медичного університету імені І. Я. Горбачевського. Заслужений лікар України (2018).

## Життєпис[2]
Закінчив середню школу в с. Торське (1970), Тернопільський медичний інститут (1976, нині ТНМУ), інтернатуру з хірургії (1977).
Працював завідувачем хірургічного відділення Залізцівської лікарні Зборівського району (1977—1981).
Від 1981 р. — клінічний ординатор, асистент, доцент, професор, завідувач кафедри загальної хірургії ТНМУ.
Тематика наукових досліджень — загальна та ендокринна хірургія. Виконав більше 8000 оперативних втручань. Стажувався у провідних клініках Києва, Одеси, Запоріжжя, Харкова, Донецька, Санкт-Петербурга, Москви.
У 2006 році пройшов курс навчання з ендокринної хірургії в Католицькому університеті ім. Святого Серця (Рим) у професора Рокко Белантоне, клініка ім. Августина Джемеллі.
Делегат XVI, XX, XXI, XXII з'їздів хірургів України.

## Доробок
Автор 173 наукових праць [Архівовано 27 квітня 2021 у Wayback Machine.].
Співавтор монографії «Проблеми остеопорозу», підручників «Шпитальна хірургія» (1999), «Факультецька хірургія» (2002), «Загальна хірургія» (2010), «Загальна хірургія» (2018), «Загальна хірургія» (2020) та посібників «Клінічна хірургія» (2002) і «Тиреоїдна хірургія» (2008).
Має 14 патентів на винаходи.